# Jönsarbo

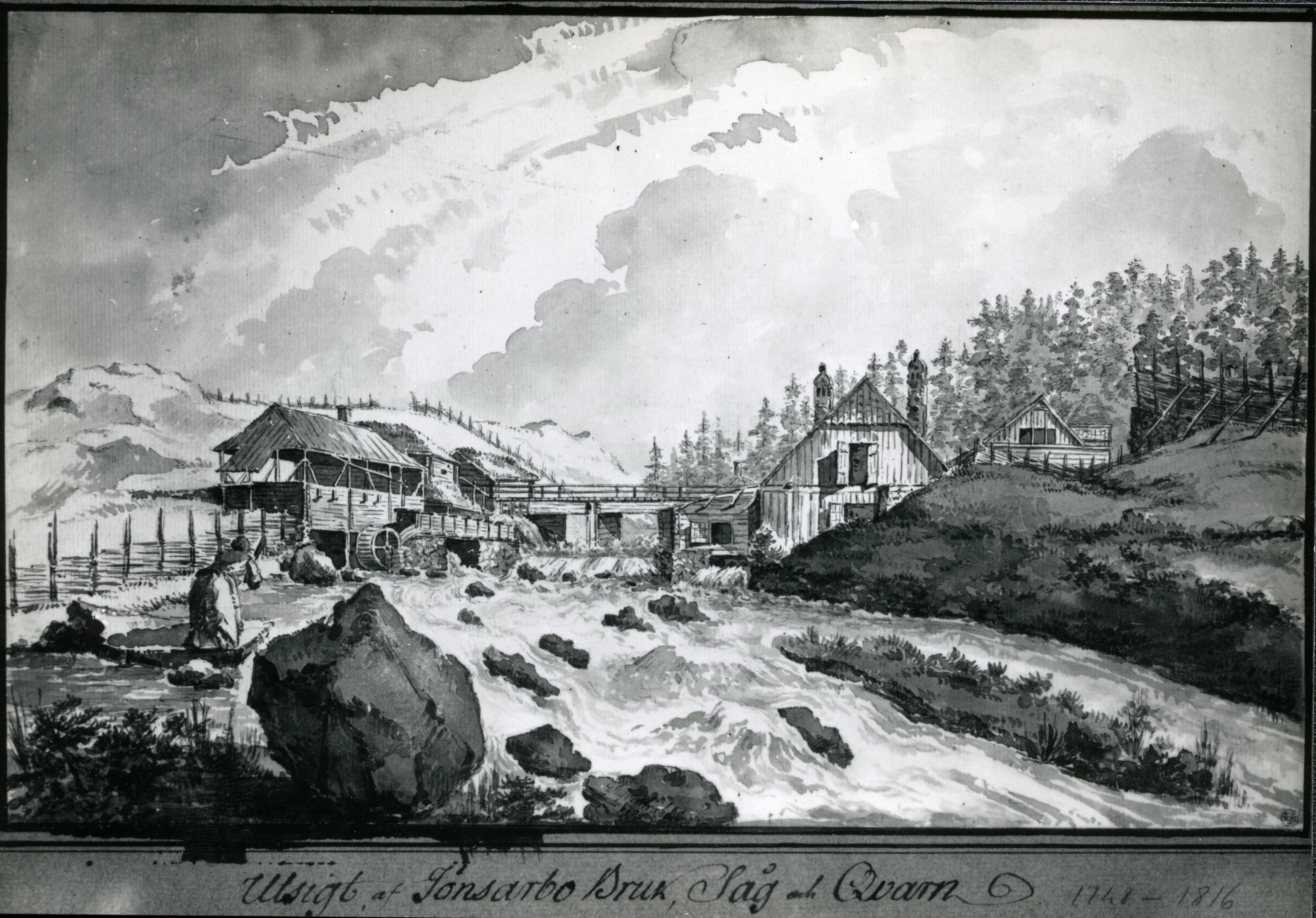
”Utsigt af Jönsarbo Bruk, Såg och Qvarn 1748-1816”. Lavering av Gustaf Silfverstråhle.

Jönsarbo är en gård med herrgård och f.d. järnbruk i Heds socken i Skinnskattebergs kommun i Västmanland (Västmanlands län). Gården ligger vid Hedströmmens naturreservat och Romboleden.

## Historik
Jönsarbo omnämns för första gången i hammarskattelängden 1539 som Jonsaraboda. Då ägdes Jönsarbo av Anders Jönsson, som var en yngre bror till borgmästaren i Köping, Lasse Jönsson. År 1540 fick Anders Jönsson tillstånd att uppföra en hammarsmedja. Tillståndet var undertecknat av kung Gustav Vasa och daterat 15 augusti 1540 i Kungsör. Smedjan uppfördes på Jönssons mark vid Hedströmmen och här genomförde han Sveriges första kända försök att industriellt framställa stångjärn med en vattendriven hammare. Försöket var lyckat och han lyckades framställa 1 ton stångjärn av 1,29 ton tackjärn.
Hammarsmeden Bastian, som var av tyskt ursprung, var 1605 ägare till hammarsmedjan. År 1606 förvärvade han också Jönsarbo hemman genom att lösa ut alla Jönssons ättlingar. Köpebrevet på fastigheten visade han upp vid Skinnskattebergs häradsting 4 mars 1606.
Den första hammarsmedjan i Jönsarbo ska ha legat öster om Hedströmmen. Denna ödelades 1571, men på 1590-talet byggdes en ny hammare på västra sidan om ån i Valbricka. Även denna ödelades år 1625, och ersattes då av en ny följande år. 1628 tillkom ytterligare en hammare som byggdes på platsen för den ursprungliga på Hedströmmens östra sida. En av dessa hamrar nedlades under 1700-talets första hälft. 
Ägare till bruket på 1600- och 1700-talet var familjerna Angerstein, Cronström, Schönström, Reenstierna, Löth-Örnsköld och Djurklou. Därefter ägdes Jönsarbo av bland annat familjen Oxenstierna. Författaren Gustaf af Geijerstam var född på Jönsarbo.  
År 1849 bestod Jönsarbo bruk av en hammarsmedja med två härdar om 1333 1/3 skeppund stångjärnsmide. Till bruket hörde, förutom underlydande hemman, även en såg och kvarn. År 1861 förvärvades Jönsarbo bruk av bruksägaren C J Ohlson, varpå bruksdriften helt nedlades efter nästan 350 års oavbruten drift. Gården följde Ohlson in i Riddarhytte AB. Från 1929 och ett par decennier framåt fanns ett pensionat på gården.
Kvar efter bruket finns främst herrgården, byggd på 1690-talet av en okänd byggherre. Byggnaden av timmer i karolinsk stil med grå locklistpanel var ursprungligen faluröd med bara timmerväggar. En äldre herrgård ska tidigare ha legat på platsen från vilken resterna efter en stor källare finns kvar. Till herrgården hör även inspektorbostaden, en stuga, ett stall, drängstugan (nu garage), flera magasin och en visthusbod med vällingklocka. Lämningar efter hammarsmedjan och kvarnen finns också.
Omkring 500 meter norr om Jönsarbo ligger ytterligare ett gammalt järnbruk, Bernshammar.